# Kang Yue
Kang Yue (en chino: 康月; 8 de octubre de 1991) es una deportista china que compite en halterofilia. Ganó cuatro medallas en el Campeonato Mundial de Halterofilia entre los años 2010 y 2015.

## Palmarés internacional
| Campeonato Mundial | Campeonato Mundial       | Campeonato Mundial | Campeonato Mundial |
| Año                | Lugar                    | Medalla            | Categoría          |
| ------------------ | ------------------------ | ------------------ | ------------------ |
| 2010               | Antalya (Turquía)        | Medalla de plata   | 69 kg              |
| 2013               | Breslavia (Polonia)      | Medalla de plata   | 75 kg              |
| 2014               | Almaty (Kazajistán)      | Medalla de plata   | 75 kg              |
| 2015               | Houston (Estados Unidos) | Medalla de oro     | 75 kg              |